# Animal Crossing (игра)
Animal Crossing (с англ. — «Перекрёсток животных») — видеоигра в жанре симулятора жизни, разработанная Nintendo EAD и изданная Nintendo в 2001 году. Animal Crossing — название англоязычной локализации для Nintendo GameCube, именно это издание за пределами Японии ассоциируется с первой игрой одноимённой серии. Однако самой первой версией была Animal Forest для игровой приставки Nintendo 64, выпущенная для внутреннего японского рынка. Затем в этой стране вышло ещё два издания игры.
Animal Crossing — бесконечная и нелинейная игра, в которой житель-человек приезжает в деревню, населённую антропоморфными животными. Основная цель игры — накопить денег, чтобы выплатить ипотеку за дом. Для этого требуется собирать природные материалы и продавать их. Персонаж может участвовать в жизни города, общаться с животными, посещать мероприятия и способствовать развитию городка. При этом западная локализация значительно отличается от оригинала, в ней японские праздники и культурные отсылки заменены на западные.
По изначальной задумке Nintendo игра должна была быть ролевой приключенческой, основное действие происходило в подземельях. Однако провальный выпуск периферийного устройства Nintendo 64DD заставил японскую компанию отменить дальнейшую разработку игры. На основе имеющихся наработок геймдизайнер Эгути Кацуя захотел создать нелинейный симулятор, основная тема которого затрагивала бы «семью, дружбу и сообщества», возможность нескольким игрокам в разное время развивать пространство виртуального городка. Эгути также хотел создать игру, ориентирующуюся на широкую игровую аудиторию и тех, кто ранее не интересовался играми или же боится начать играть.
Animal Crossing ждал коммерческий успех как в Японии, так и за её пределами. Она привлекла множество игроков, не принадлежащих к традиционным геймерам, в том числе и женщин. Также эта игра рассматривается, как одна из самых ранних представительниц игрового жанра «казуальный» . Игра положила начало одноимённой франшизе, при этом её сиквелы оказались ещё успешнее. Критики положительно отозвались об Animal Crossing, они похвалили её за необычный игровой процесс, лишённый цели, элементов стресса и то, как игра погружает игрока в собственный виртуальный мир. Однако, по их словам, это может стать причиной выработки сильной зависимости. Основным предметом отрицательной критики стала устаревшая графика и стилизованный художественный стиль.

## Игровой процесс
Animal Crossing представляет собой нелинейный симулятор жизни, где игрок управляет мальчиком/девочкой и единственным человеком в городке населяемом разумными животными. Он должен изучать пространство городка, благоустраивать его, добывать ресурсы, покупать предметы и развивать отношения с местными жителями. Игра поддерживает до четырёх сохранений, позволяя играть за четырёх персонажей на одной приставке. Время в Animal Crossing привязано к реальному, утро в игре будет соответствовать утренним часам в реальном мире, в ночное же время суток магазины закрыты, большинство жителей спят и от этого игровой процесс ограничен. Это же касается смен времён года или проведения мероприятий/праздников, проходящих в определённые дни.
Игра позволяет посещать городки других игроков или принимать гостей у себя. Для этого игрок должен вставить карту памяти своей приставки в слот-б приставки другого игрока. Однако многопользовательский режим не доступен, а значит два игрока не могут параллельно управлять своими персонажами.

### Добыча денег, предметов и материалов
Игровой процесс начинается с того, что управляемый персонаж переезжает в новый городок. Далее игра не линейна, в ней отсутствует сюжет и концовка, хотя в начале персонаж проходит короткое обучение. Игровой персонаж в начале лишён денежных средств, но его обеспечивает жильём предприниматель Том Нук в кредит, который игрок обязан выплачивать. Заработок разными способами денежных средств — «колоколов»/bells (яп. ベル бэру) лежит в основе игрового процесса Animal Crossing. Игрок может непосредственно работать на Тома Нука, выполняя его разнообразные поручения, например доставлять предметы, отправлять письма и рассаживать растения рядом с магазином. Долги можно возвращать когда угодно. Когда ипотека будет полностью выплачена, Нук предложит расширить площадь дома но за больший кредит.

В Animal Crossing игрок управляет персонажем-человеком, добывает материалы и выполняет разные задания

Animal Crossing предоставляет другие способы заработка денег. Можно находить и выкапывать ресурсы с предметами для продажи их в магазин. В начале игровой персонаж может собирать ракушки на берегу и трясти деревья, чтобы собирать фрукты одного вида и продавать. Тряся деревья, можно нарваться на пчёл, которые покусают персонажа. Позже, Том Нук позволит игроку покупать инструменты, позволяющие ловить насекомых, рыбу и выкапывать окаменелости. Их можно продавать в магазин.
Другая важная цель игрового процесса — пополнять внутриигровой каталог вещей. Игра предлагает более тысячи разнообразных предметов, но в начале недоступных игроку. После того, как управляемый персонаж положит вещь в свой инвентарь, он сможет заказать её повторно в каталоге Нука. Есть различные способы пополнить каталог. Например можно каждый день покупать по несколько предметов в магазине Нука. За крупные покупки Нук выдаёт лотерейные билеты. На пять билетов можно выиграть случайный предмет в конце месяца. Покупая и продавая предметы Нуку, игрок будет способствовать развитию его магазина. Лавка будет постепенно превращаться с крупный магазин, где будет доступен всё больший ассортимент товаров. Игрок также может получать предметы от жителей в качестве подарков за выполнение заданий. Некоторые вещи являются редкими и их нельзя купить в магазине. Например в городке иногда будет появляться нелегальный торговец лис Редд, у которого можно приобрести предметы искусства также игрок может встретить Сахару, продающую ковры или Уенделла, продающего обои. Предметы нужны для того, чтобы обставлять внутреннее пространство дома. Чем лучше оформлено помещение, тем выше его оценит академия домашнего уюта.
Игра позволяет посещать чужой городок, это облегчает добычу ранее недоступных ресурсов и предметов. Например можно собрать фрукты неродного вида, вырастить из них деревья и продавать плоды по повышенной цене.

### Взаимодействие с городком
Городок населяют жители — антропоморфные животные. В самом начале их пять или шесть. Жители могут быть как дружелюбными, так и грубыми. Игрок может общаться с ними, развивать отношения и выполнять их различные просьбы или поручения чтобы улучшить отношения. Чаще всего их просьбы касаются доставки предметов. Если игрок не будет много дней посещать игру, то жители могут обидеться и покинуть городок.
Игрок сам выбирает имя городка, в котором его персонаж будет жить. Ландшафт процедурно генерируется — расположение рек, возвышенностей и всех зданий. Поэтому карта местности будет отличаться у каждого игрока. Жители также случайным образом выбираются из списка более, чем 250 животных. В городе, помимо лавки Нука и музея работают другие общественные здания, например почтовое отделение Пелли, где надо выплачивать долги Нуку или полицейское отделение и по совместительству бюро находок. Игровой персонаж может благоустраивать городок и способствовать его развитию. Например выращивать или вырубать деревья, сажать цветы, вырывать сорняки, растущие по всей территории города. Чем красивее выглядит городок, тем большее количество животных захочет в него переехать. У города также имеется короткая музыкальная тема, которую игрок может настраивать. Тему можно слышать при звоне колоколов каждый час. Если долго не посещать игру, городок прибудет в запущенное состояние, жители уедут или будут выражать недовольство. Игра наказывает за сброс без сохранений. При новом запуске, игровой персонаж будет вынужден слушать длинные монологи мистера Ресетти, с каждым разом, тон крота будет звучать всё агрессивнее.

### Дополнительные возможности версии для GameCube
Версия игры для игровой приставки GameCube предлагает несколько нововведений в игровом процессе. Например наличие музея совы Блезерса, куда игрок может жертвовать пойманную живность, пополняя выставку или ателье сестёр Эйбл, где игрок мог покупать одежду и зонты с индивидуальной раскраской: При наличии приставки Game Boy Advance, игрок может сам создавать в специальном приложении индивидуальные рисунки для одежды, зонтов и затем портировать их в игру. Другие нововведения включают в себя большею коллекцию мебели, а также добавление цокольного и надземного этажей в дом игрока. Animal Crossing для GameCube позволяет, минуя соединения карт памяти отправлять подарки другим игрокам с помощью особых кодов через офлайн.
Соединив GameCube с приставкой Game Boy Advance, открывается доступ ко скрытому острову, где можно встретить мифологическое существо Каппу и найти редкие предметы. В дополнение с наличием GBA и Nintendo e-Reader, игрок может использовать купленные пластиковые карточки, чтобы получить доступ к редким предметам, мелодиям, расцветкам или запустить уникальные события. Версия издания Animal Forest e+ позволяет с помощью е-карт приглашать новых жителей в городок.
Animal Crossing также наоборот предоставляет эксклюзивный контент для Game Boy Advance. В версии для GameCube в качестве предметов можно получить классические игры, разработанные для приставки Nintendo Entertainment System. Их можно затем временно портировать на Game Boy Advance и играть в них там без использования картриджа. Игрок также может поделиться NES-игрой с другим игроком, владельцем GBA. Среди таких игр есть например Donkey Kong, Super Mario Bros., Punch-Out!!, The Legend of Zelda и другие.

## Создание

### Прототип
Разработкой игры занималась Nintendo, а точнее вторая группа подразделения Nintendo Entertainment Analysis and Development во главе с продюсером Кацуей Эгути. Изначально прототип Animal Forest должен был стать одной из игр-новинок, выпущенных специально для совместной работы игровой приставки Nintendo 64 и периферийного устройства Nintendo 64DD, в котором применялась синхронизация с реальным временем и дискета ёмкостью 64 МБ в качестве запоминающего устройства хранения. Оно должно было усиливать оборудование Nintendo 64 и расширить её память. Основная идея заключалась в том, чтобы создать «игру, не похожую ни на одну из предыдущих». Главная особенность игры — многопользовательский режим, или проще говоря создание игрового поля, где несколько игроков могли бы выполнять разные действия. Эгути заметил, что прежде Nintendo создавала игры с обширными мирами, например Zelda или Mario, но все они были однопользовательскими. Создание прототипа Animal Forest исходило из идеи впервые предоставить также большой игровой мир, но который могли бы поочерёдно проходить несколько игроков с сохранением общего прогресса. Когда речь зашла об игровом жанре, было решено создать ролевую игру-подземелье для игровой приставки Nintendo 64.
Разработчики описывали прототип как эстафетную ролевую игру, где игрок мог продолжать прохождение, пользуясь достигнутым прогрессом другого игрока, как бы перенимая эстафету. Игроки также должны были полагаться на животных-компаньонов. Эгути не хотел прибегать к популярной тропе в RPG-играх, где игровой персонаж становится всемогущим, постепенно приобретая всё больше навыков и новых перков. Вместо этого игровой персонаж должен был полагаться на способности животных-компаньонов, чтобы преодолеть трудности.
Разработка велась вплоть до коммерческого провала периферийного устройства 64DD в 1999 году, выпущенного к тому моменту, когда Nintendo 64 уже стала устаревать. Продажи 64DD шли настолько плохо, что в итоге Nintendo выпустила для него лишь девять игр и отменила множество других амбициозных проектов, например Dragon Quest и Resident Evil. Остальные находящиеся в разработке игры, такие как Zelda, Donkey Kong и Paper Mario должны были быть оптимизированы, чтобы быть выпущенными только на Nintendo 64.
Среди таких отменённых проектов была и Animal Forest, однако в отличие от вышеперечисленных игр, она не являлась сиквелом и разрабатывалась с самого начала ориентируясь на возможности 64DD. Прототип, будучи являясь кооперативным RPG нельзя было оптимизировать для игры на устаревшей приставке Nintendo 64. Тем не менее Nintendo по прежнему не желала отказываться от проекта и решила, что на основе созданного материала стоит создать игру с другим игровым процессом, подходящим для ограниченных характеристик N64 без 64DD. Так, дальнейшая разработка Animal Forest была перенесена на картридж оригинальной Nintendo 64 с картриджным дополнением Game Pak, отвечающим за синхронизацию игры с часами реального времени и дополнением Controller Pak для сохранения прогресса.

### Концепция
После того, как создателям пришлось отказаться от разработки кооперативной RPG, им надо было на основе уже имеющихся наработок создать игру, соответствующую более ограниченным характеристикам Nintendo 64 без её усиления периферийным устройством 64DD. Тогда команда разработчиков должна была решить, к какому жанру должна была бы принадлежать будущая игра. Тогда продюсер Эгути Кацуя загорелся идеей создать игру с простым игровым процессом, не требующим от игрока наличия игровых навыков и затронуть идею «семьи, дружбы и сообщества». Геймдизайнер позже в своём интервью признался, что раньше, когда только переехал в Киото, то чувствовал сильное одиночество, так как оставил в родном городе семью и друзей. Тогда Кацуя осознал то, как ценно и важно проводить время с родными и друзьями, будь то встречи, разговоры или совместная игра. Попытка воссоздать данное чувство в итоге легла в основу игрового процесса Animal Forest. В частности того, что персонаж игрока переезжает в чужой ему городок, получает доступ к минимальным благам. В начале он работает на якобы доброжелательного Тома Нука и в качестве утешения получает письма от мамы, но со временем начинает чувствовать себя комфортнее, заводит друзей и улучшает своё жилище.
Другая важная идея, лёгшая за основу игрового процесса — возможность совместной игры с членами семьи и того, что в целом игра должна была способствовать общению между людьми. Например чтобы игроки хвастались друг другу, что получили доступ к редким предметам или рыбам, или же чтобы дети спрашивали у родителей смысл некоторых внутриигровых диалогов. Animal Crossing предназначалась для охвата нетрадиционной игровой аудитории. В качестве примера Эгути привёл самого себя, заметив, что такие люди, как он приходят поздно вечером сильно уставшими и у них не хватает сил на прохождение в компьютерной игре. К тому же их члены семьи тоже часто играют в игры. Эгути предложил создать такую игру, в которую могли бы играть сразу все члены семьи и в разное время суток, при этом все их действия вместе влияли бы на общий игровой прогресс: «Например мои дети играют после школы, а, когда я прихожу домой — играю ночью. Я вношу свой вклад в то, что делали мои дети, пока меня не было. И в то же время они замечают мой вклад. Это своего рода пространство, где я и моя семья могут общаться между собой, даже если мы не можем играть вместе одновременно». Animal Crossing позволяет создавать до четырёх игровых персонажей, живущих в одном городке. Каждый игрок может последовательно посещать городок и играть в нём.
Эгути Кацуя также заметил, что вместе с Animal Crossing стремился сделать шаг в сторону предоставления игр с доступным игровым процессом и ориентированным на широкую аудиторию игроков. По мнению геймдизайнера, современная игровая индустрия образовала барьер для игроков-новичков, за счёт того, что им приходится терпеть притеснения со стороны более старших и опытных игроков. Это по мнению Кацуи отпугивает многих потенциальных игроков. «Я бы просто хотел видеть игры, в которых нет возрастных, половых или расовых барьеров». Определившись с основной концепцией, разработчики не знали, к какому игровому жанру причислить игру. Хисаси Ногами тогда предложил использовать определение «kommunication game», или игра, способствующая общению. Одновременно многие сотрудники Nintendo стали выступать против идеи Эгути, выражая скептицизм по поводу «странной» концепции игрового процесса, тем не менее сам президент Nintendo Сатору Ивата дал зелёный свет команде Эгути после того, как был впечатлён показанными концепт-артами.

### Игровой процесс и дизайн

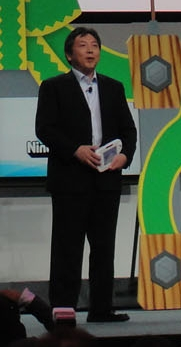
Эгути Кацуя, главный геймдизайнер игры

Animal Crossing создавалась на основе наработок невыпущенной ролевой игры. Они включали в себя четыре уровня в виде островов, каждый из которых был выполнен в стилистике одного из времён года и скрывал множество подземелий. В итоге четыре мира были объединены в один со сменой времён года. Мир Animal Crossing создавался, как пространство для игрока, в котором он живёт и который развивает. Дальнейший игровой процесс разрабатывался исходя из этой идеи. Из наработок также были взяты животные-компаньоны. Изначально они должны были сопровождать героя и он сражался бы с помощью их сил. Затем животные вводились в окончательную версию Animal Forest для определённых игровых целей. Например Том Нук был изначально придуман, чтобы продавать предметы игроку. Разработчики решили сделать его енотовидной собакой, так как в Японии эти животные традиционно ассоциируются с хитростью и умом. Также согласно поверьям, они способны менять свой облик и превращать листья в предметы. В начале животные, в том числе и Том Нук ходили на четырёх лапах, а птицы летали, однако это оказалось неудобным для диалогов и разработчики решили придать им более антропоморфные черты.
Разработка городка началась с дома и кастомизации жилища игрока. Затем был создан магазин Нука. Игровое пространство должно было быть индивидуальным у каждого игрока и поощрять его творческую свободу. Для этого была введена процедурная генерация, чтобы форма города отличалась у каждого игрока. Это касается и мебели, позволяя игроку обставлять своё жилище в соответствии с его вкусовыми предпочтениями. Разработчики исходили из идеи того, что игрок мог бы показывать и хвастаться своим городом перед другими игроками. Разработчики хотели привязать внутриигровое время к реальному, однако проблема была связана с отсутствием внутриигровых часов в Nintendo 64, так что они были встроены в сам картридж игры вместе с особым чипом. Animal Forest создавалась таким образом, чтобы игрок как можно дольше сохранял интерес к игре, например магазины закрыты в определённое время суток или фрукты на деревьях вырастают только через несколько дней. Однако игровой процесс не ограничен совсем в ночное время, для этого разработчики ввели возможность ловить насекомых и рыбу разных видов в зависимости от времени суток. Эгути Кацуя, комментируя «путешествие во времени» для ускорения игрового прогресса или открытия доступа к мероприятиям заметил, что это не запрещено, однако предупредил, что игрок столкнётся с неприятными последствиями, так как игра будет воспринимать это, как долгое отсутствие. В Animal Forest была добавлена довольно крупная коллекция предметов и одежды, которые в начале не доступны игроку. Эгути Кацуя заметил, что разработчики не ставили цель, чтобы игрок мог собрать абсолютно полную коллекцию, вдобавок для достижения такой цели, ему придётся как минимум посещать городки других игроков.

### Музыка и озвучивание
К игре было создано всего 199 музыкальных дорожек. Мелодии сменяются в зависимости от местоположения игрока, разные общественные места имеют собственные музыкальные темы. Кадзуми Тотака выступил в качестве звукорежиссёра, Кэнта Нагата сочинил фоновую музыку городка, Тору Минэгиси для помещений и Синобу Танака для мероприятий. При создании мелодий, композиторы ориентировались на то, чтобы они звучали «мило и просто». Мелодии были записаны с участием синтетических звуков, так как Тотака считал, что песни в итоге могли получиться слишком «трогательными». Музыкальное сопровождение уличного пространства меняется каждый час. В игре можно встречать путешествующего музыканта по имени К.К. Слайдер. Сам образ антропоморфного пса основан на композиторе Кадзуми Тотаке.
Работая над вымышленным языком, разработчики в начале хотели создать довольно реалистичный синтетический язык, который игроки могли бы воспринимать на слух. Однако решили создать имитирующее звучание, сопровождающееся текстом на нижнем экране. Полученная технология в итоге была запатентована компанией Nintendo. Искусственный имитирующий язык создавался с участием реальных озвучивающих актёров, в японской версии это были слоги, а в английской — буквы. Затем отдельные слоги/буквы искусственно объединялись, образуя слова, также изменялся тембр голоса и скорость речи. Полученный язык в итоге почти невозможно понять и звучит синтетично, хотя не является таковым. Англоязычные игроки дали языку неофициальное название — Animalese. Существуют две версии этого языка, первая создана с участием японских актёров озвучивания для японской версии, а вторая — с участием англоязычных актёров для западной локализации. Хотя переозвучивание было необязательным, учитывая, что игра формирует искусственные и почти неуловимые для слуха слова из имеющихся звуков, западные локализаторы считали это необходимым, так как по их мнению английские диалоги с применением оригинальных японских звуков звучали слишком чуждо.

### Реклама игры
Из-за того, что Animal Crossing на момент завершения разработки обладала уникальным игровым процессом, не имеющим похожих аналогов среди других компьютерных игр, разработчики столкнулись с серьёзной проблемой касательно того, как именно они хотели рекламировать игру и на какую аудиторию целиться или проще говоря объяснить, чем является Animal Crossing. Хисаси Ногами, продюсер Nintendo заметил что при выпуске оригинальной игры, обычно принято её сравнивать с раннее выпущенными играми похожего жанра, как это например было с Splatoon, который позиционировался как шутер от третьего лица и одновременно создатели могли объяснить, чем эта игра отличается от других представителей этого игрового жанра. Но ситуация с Animal Crossing была иной и не было жанра, с которым можно было бы её сравнить. Разработчикам было сложно объяснить работникам по маркетингу, как именно стоило продвигать игру, какая крылатая фраза могла бы украшать обложку, что в принципе было беспрецедентным случаем в истории Nintendo.
В ранней японской рекламе игры были задействованы девочки школьного возраста, так как именно на эту аудиторию Nintendo решила ориентироваться. После выхода игры, в самом начале продажи шли относительно слабо, однако разработчики обратили внимание на то, что хотя копии Animal Crossing, изначально покупались для девочек, вскоре игрой начинали интересоваться матери, затем отцы и остальные члены семьи. После этого Nintendo взяла курс на то, чтобы позиционировать свою игру, как способствующую общению в семье

### Западная локализация
После коммерческого успеха игры в Японии, руководство Nintendo заинтересовалось в её выпуске на западном рынке. Однако к этому моменту приставка N64 была уже слишком устаревшей, тогда же недавно вышла GameCube нового поколения. Nintendo решили, что выпускать Dōbutsu no Mori на западе для N64 было слишком рискованно и решили адаптировать игру для GameCube
Японский оригинал и западная локализация, разработанная американским подразделением Nintendo of America значительно отличались по своему содержимому, в частности в локализации заменили множество японских культурных отсылок на европейские/американские. Nintendo хотела ответственно подойти к адаптации игры для западных потребителей и делала это на свой страх и риск, опираясь на неудачный опыт локализации игры Earthbound.
Переводом игры на английский язык занимались Нейт Бильдорф и Рич Амтовер в течение шести месяцев. В локализации значительно переписали диалоги и эмоциональные реакции, так как в японской оригинальной версии они отражали культурную специфику и манеру общения японцев. В итоге английское издание включало больше текста, чем японский оригинал. Nintendo никогда прежде не вносила так много изменений в игру для выпуска на западе. Локализаторы в том числе создали новые мероприятия, праздники и предметы, ориентированные на западных игроков, например День Игрушек (католическое рождество), Хэллоуин или День благодарения. Выход Animal Crossing на европейском рынке сильно задерживался из-за трудностей, связанных с переводом диалогов на несколько языков Европы. Игра содержит более чем в 5 раз больше текста, чем типичная RPG, одновременно Nintendo ставила высший приоритет переводам таких игр, как Zelda, Metroid и Pokemon Ruby and Sapfire, что ещё сильнее оттягивало выход Animal Crossing. Также европейское издание Animal Crossing было изменено так, чтобы оно не требовало карточек е-reader для доступа к редким предметам или особым событиям по причине их низкой популярности в Европе. Марко Хейн, руководитель европейского отдела Nintendo признался, что Animal Crossing в итоге стала самой сложной игрой от Nintendo для локализации.
Японское подразделение Nintendo было так впечатлено проделанной работой Nintendo of America, что добавило материал из локализации в следующее издание Dōbutsu no Mori e+. Однако в эту версию также был возвращён контент из изначальной Animal Forest, отсылающий к японской культуре и праздникам.

### После выхода
Изначально игра была выпущена как Dōbutsu no Mori (яп. どうぶつの森 Добуцу но Мори, рус. «Лес Животных») (в английском перeводе Animal Forest) на Nintendo 64 в Японии. После коммерческого успеха игры, Nintendo выпустила порт Dōbutsu no Mori +  (яп. どうぶつの森+ Animal Forest +) для GameCube, всего через восемь месяцев после оригинальной игры. Портирование Animal Forest было необычным явлением, так как ранее на более новые приставки переносили «ретро»-игры с целью ностальгии. Такая ситуация сложилась из-за внезапного успеха первой версии игры, но через несколько месяцев Nintendo планировала выпустить приставку нового поколения. Годом позже состоялся выход англоязычной локализации, известной как Animal Crossing (с англ. — «Перекрёсток Животных»). Именно данное издание в странах запада рассматривается, как первая часть во франшизе. Обе игры содержат дополнительные функции, которые изначально были исключены из издания для Nintendo 64, используют встроенные часы GameCube для отслеживания даты и времени, а также наделены лучшим разрешением и поддержкой частоты 60 кадров в секунду. Помимо прочего издания для GameCube получили ряд расширений, доступных при соединении игровой приставки GameCube c портативной консолью Game Boy Advance (см. раздел «Дополнительные возможности версии для GameCube»).
Третье издание Dōbutsu no Mori e+ включало материал, созданный для западной локализации, фактически являясь его обратным переимпортом для внутреннего японского рынка. Другие нововведения включают возможность приглашать жителей в городок с помощью e-cards и поддержку SD-карты, позволяя переносить скриншоты игры на компьютер, а также загружать туда данные городка, чтобы делиться с ними в интернете или скачивать данные другого игрока, чтобы затем посещать копию его городка. 1 июня 2006 года игра была выпущена в Китае для игровой приставки iQue. Эта версия является портом оригинальной Animal Forest для N64. Одна из основных проблем при портировании игры на iQue была связана с возможностью посещать города других игроков путём переноса картриджа с сохранёнными данными, так как китайская приставка не поддерживала эту возможность. Решением стало добавление API в версию 1.3 SDK, что позволяло временно хранить данные на картридже iQue.

## Выход
Animal Crossing разделяют на четыре издания для разных игровых приставок и выходившие с 2001 по 2006 года. Самое первое из них — Dōbutsu no Mori (яп. どうぶつの森 До:буцу но Мори) или Animal Forest было выпущено 14 апреля 2001 года для внутреннего рынка Японии, для игровой приставки Nintendo 64. Вначале продажи игры шли слабо, за первую неделю было продано около 30 000 копий но информация об игре быстро распространилась из уст в уста по принципу сарафанного радио. Так, было распродано свыше 300 000 копий даже несмотря на устаревшею на тот момент приставку Nintendo 64. Игра массово привлекала девочек от 5 до 12 лет и в целом пользовалась популярностью как среди детей и подростков, так и у взрослых игроков. Второе издание под названием Dōbutsu no Mori +  (яп. どうぶつの森+ До:буцу но Мори +), предлагало ряд улучшений и разрабатывалось для новой игровой приставки GameCube. Выход игры состоялся 14 декабря 2001 года в Японии, а 15 декабря были выпущены e-карты, открывающие доступ к особым персонажам и событиям при наличии Game Boy Advance и Nintendo e-Reader. Западное издание под названием Animal Crossing вышло 16 сентября 2002 года в США с рейтингом «everywone» от ESRB. В Европе выход состоялся 25 сентября 2004 года.
27 июня 2003 года в Японии состоялся выход третьего издания под названием Dōbutsu no Mori e+ (яп. どうぶつの森e+ До:буцу но Мори e+). 1 июня 2006 года Animal Forest под китайским переводом Dongwu Senlin (кит. трад. 动物森林, палл. Дуну Сэньлинь) была выпущена в Китае для игровой приставки iQue.

### Таблица версий игры и их различия
В целом все выпущенные издания обладают идентичным игровым процессом, за исключением некоторых деталей. Они также все сохраняют одинаковый стилизованный вид. Поэтому их не принято рассматривать, как отдельные игры, а как улучшенные или изменённые версии первой Animal Forest.
| Название                                | Название                      | Animal Forest (яп. どうぶつの森 До:буцу но Мори) | Animal Forest + (яп. どうぶつの森+ До:буцу но Мори +)                    | Animal Crossing | Animal Forest e+ (яп. どうぶつの森e+ До:буцу но Мори e+)                                                                           | Animal Crossing         | Animal Forest (кит. трад. 动物森林, палл. Дуну Сэньлинь)                           |
| Дата выхода                             | Дата выхода                   | 14 апреля 2001 года                              | 14 декабря 2001 года                                                     | 16 сентября 2002 года | 27 июня 2003 года | 25 сентября 2004 года   | 1 июня 2006 года                                                                   |
| Платформа                               | Платформа                     | Nintendo 64                                      | GameCube                                                                 | GameCube | GameCube | GameCube                | iQue Player                                                                        |
| Нововведения                            |                               |                                                  |                                                                          | | |                         |                                                                                    |
| Обратная связь с Game Boy Advance       | Нет                           | Да                                               | Да                                                                       | Да | Да | Нет                     |                                                                                    |
| Поддержка e-cards                       | Нет                           | Да                                               | Да                                                                       | Да | Нет | Нет                     |                                                                                    |
| Приглашение новых жителей через e-cards | Нет                           | Нет                                              | Нет                                                                      | Да | Нет | Нет                     |                                                                                    |
| Поддержка SD-карты                      | Нет                           | Нет                                              | Нет                                                                      | Да | Нет | Нет                     |                                                                                    |
| Прочие нововведения/изменения           | Прочие нововведения/изменения | —                                                | Добавлены новые NPC и общественные здания, увеличена площадь жилого дома | Версия Animal Forest +, где материал, ориентированный на японскую культуру был заменён материалом, отсылающим к западной культуре | Добавлен материал из Animal Crossing, возвращён исходный материал из Animal Forest, добавлены новые NPC и расширен игровой процесс | Подобна Animal Crossing | В целом подобна версии для N64, добавлен материал, отсылающий к китайской культуре |

### Продажи
Версию для GameCube ждал коммерческий успех: по всему миру было продано более двух миллионов копий. В самой Японии Animal Forest выделялась тем, что была очень популярна среди женских игроков. Многие геймеры замечали, что их родственницы и подружки присваивали приставку GameCube для того, чтобы играть в Animal Crossing. Тем не менее Сигэру Миямото признался, что никто в Nintendo не ожидал, что игра станет так популярна не только у девочек, но и женщин в районе 20 лет. «Игра разрабатывалась мужчинами от 30 до 40 лет, они просто создали игру, в которую сами бы хотели поиграть». Игра почти не перепродавалась в Японии, учитывая, что в 2000-х годах, в этой стране был развит вторичный рынок. Это связывалось с тем, что игроки, пробовавшие Animal Forest развивали сильную зависимость к игре. Известно, что поддержанные e-карточки жителей могли продаваться на аукционах или завышенной цене.

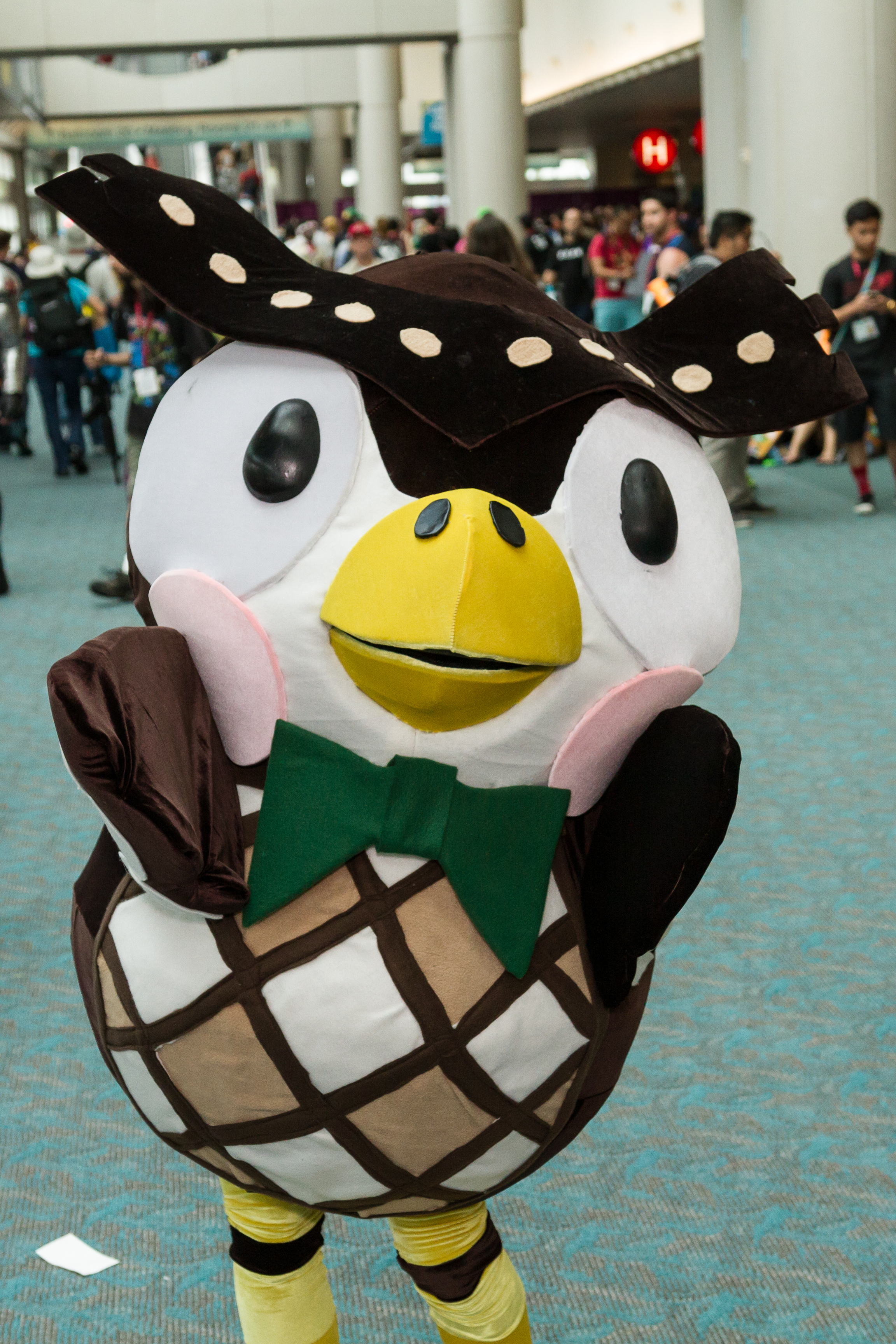
Косплей Блезерса, заведующего музеем в городке игрока

К июлю 2006 года было продано 1,3 миллиона копий на общую сумму 43 миллиона долларов в Соединённых Штатах. Журнал Next Generation отметил Animal Crossing как 37-ю самую продаваемую игру, выпущенную для PlayStation 2, Xbox или GameCube в период с января 2000 года по июль 2006 года в США. Игра также была седьмой самой продаваемой для приставки GameCube в этой стране. В Японии было продано более миллиона копий трёх версий Animal Forest. В Европе — более 150 000 копий после релиза. Популярность серии вдохновила разработчиков на создание анимационного фильма по сиквелу под названием Animal Crossing: Wild World, который был выпущен только в Японии.

### Влияние
Animal Crossing после выхода стала сенсацией в Японии. Какое то время многие японские СМИ обсуждали игру и её философию. Во многом благодаря её неторопливому геймплею без соревнований и насилия, что было крайне не обычно для компьютерной игры того времени. Вопреки изначальным ожиданиям, Animal Crossing завоевала успех на массовом рынке и приобрела фанатов по всему миру. По мнению редакции журнала Edge игра сумела объединить хардкорных геймеров и остальных игроков, включая женщин и любителей нестандартных игровых жанров. Редакция журнала Next Generation заметила, что Nintendo случайно нашла аудиторию «не-геймеров, о существовании которой в Америке никто не знал». Animal Crossing положила начало одноимённой игровой франшизе, рассматривается, как один из самых ранних примеров игр, которые в будущем будут рассматриваться, как казуальные и как один из самых известных и определяющих представителей жанра «симулятор жизни» наряду со своими сиквелами и серией игр The Sims. Так как Animal Crossing стала одной из самых первых массовых игр, ориентировавшихся не на традиционных геймеров, для многих детей и подростков она стала и самой первой игрой. Многие специально приобретали игровые приставки от Nintendo чтобы опробовать игру. Такой тренд покупки консоли от Nintendo ради Animal Crossing сохранится и при выпуске сиквелов франшизы в следующие два десятилетия. Франшиза Animal Crossing известна больше всего в пределах Японии. Так, согласно данным опроса, проведённым TesTee.lab в 2017 году, более 70 % опрошенных японцев играли или по крайне мере знали о существовании Animal Crossing, 37,7 % мужчин и 42,1 % женщин в районе 20 лет заявляли, что играли в Animal Crossing или её сиквелы, среди подростков этот показатель составлял 54,9 % среди мальчиков и 58,2 % среди девочек.
В 2001 году Nintendo совместно с производителем игрушек takara toys выпустила коллекцию игрушек под названием Animal Crossing + Let's make a forest!  (яп. どうぶつの森+ 森をつくろう！ До:буцуномори + мори о цукуро:!, рус. «Лес животных + сделаем [свой] лес!»). В данную коллекцию входили фигурки из игры Animal Crossing — пластиковые макеты домов, мебели, земли и фигурки персонажей из игры.
Встроенная в версию для GameCube система паролей позволяла игрокам обмениваться виртуальными предметами, минуя сетевое подключение. Например пароль можно было переслать через SMS по телефону или по электронной почте. Это привело к тому, что некоторые игроки Animal Crossing стали использовать интернет, как площадку для торговли предметами и создавали для этого многочисленные веб-форумы. Вокруг Animal Crossing сформировалось англоязычное фанатское сообщество, называющее себя «Animal Crossing Community» или коротко «ACC». На своих форумах они в основном обсуждали темы, связанные с игровым процессом, стратегией по ловле определённых видов живности или добычи редких предметов.
В 2021 году, Animal Crossing пополнила коллекцию всемирного зала славы видеоигр в Нью-Йорке США, как одна из самых известных и влиятельных компьютерных игр в истории.

### Факторы, сдерживавшие успех
Представители Nintendo и журналисты указывали на ряд факторов, которые одновременно сильно вредили успеху и восприятию игры. В частности Animal Forest вышла в разгар кризиса игровой индустрии в Японии, когда несколько сотен тысяч проданных копий считались колоссальным успехом. Игра в своё время стала одной из самых продаваемых на GameCube, хотя через несколько лет подобные числа по продажам расценивались бы как провал. Например если сравнивать продажи всех частей серии Animal Crossing, выходивших с 2001 по 2020 годы, то оригинальная игра занимает там предпоследнее место по количеству проданных копий, опережая лишь провальную побочную игру Amiibo Festival.
Animal Crossing была доступна либо на устаревшей Nintendo 64 только в Японии или же на провальной GameCube, значительно уступавшей по популярености приставкам PlayStation 2 или Xbox. Игра изначально создавалась для N64, это сказалось на том, что её графика и визуальный стиль воспринимались откровенно устаревшими.
Основные проблемы с продажами на западе были связаны с её малой известностью, если в Японии игра стала сенсацией во многом благодаря сарафанному радио, привлекая множество игроков-женщин, то в США игровой аудиторией в значительной степени стали хардкорные геймеры, хотя игра очевидно ориентировалась на массовый рынок и казуальных игроков. Это означало то, что игра была известна прежде всего в пределах субкультуры геймеров, которые следят за событиями в игровой индустрии, но вести об игре не дошли до массового потребителя. Игра-сиквел под названием Wild World сыскала уже куда больший успех, принеся мировую славу молодой франшизе. Редакция журнала Next Generation сравнила первую Animal Crossing с «искрой» в сравнении с Wild World. Похожим образом японский журнал сравнил первую игру с черновой работой одной из самых знаменитых франшиз в истории видеоигр.

### Отсутствие выхода в Европе
Источником массовых споров и недовольства выступало долгое отсутствие официального релиза Animal Crossing в Европе. Игра вышла на два года позже, чем в США. До этого игроки организовывали петиции с требованием выпустить игру. Недовольство европейцев подогревалось и наличием региональных ограничений, не позволяющих играть в игры, выпущенные в США на приставках, выпущенных для Европы. Когда Animal Crossing в конце 2003 года вышла в Австралии, игроки из Европы стали массово приобретать копии Animal Crossing, так как региональный код у Австралии с Европой одинаковый. Британский игровой журнал «Cube» даже выпускал специальный диск с инструкцией по взлому Animal Crossing с американским региональным кодом.
Долгое отсутствие релиза в Европе становилось почвой для споров политики Nintendo касательно запоздалого выхода своих игр на eвропейском рынке и наличия жёстких региональных ограничений. При этом Animal Crossing рассматривалась, как вопиющий пример такой политики. Nintendo обвиняли в неуважении к зарубежным игрокам, вынуждая их приобретать игры через серый рынок. Представители Nintendo оправдывали отсутствие релиза неуверенностью в коммерческом успехе и необходимостью перевести игру на несколько языков Европы. Отдельно своё возмущение выражали игроки из Британии, так как им не требовалось ждать перевода игры на свой язык, тем не менее Nintendo рассматривала Европу, как единый регион для своей дистрибуции.

## Критика
| Сводный рейтинг       | Сводный рейтинг        |
| Агрегатор             | Оценка                 |
| --------------------- | ---------------------- |
| GameRankings          | 86,25 %                |
| Metacritic            | 87/100                 |
| Иноязычные издания    |                        |
| Издание               | Оценка                 |
| Famitsu               | (N64) 32/40 (GC) 37/40 |
| Game Informer         | 9/10                   |
| GamePro               | [ 108 ]                |
| GameSpot              | 8,1/10                 |
| GameSpy               | [ 110 ]                |
| IGN                   | 9,1/10                 |
| ONM                   | 90 %                   |
| Русскоязычные издания |                        |
| Издание               | Оценка                 |
| «Страна игр»          | 8,5/10                 |

Animal Crossing заняла пятое место в списке лучших игр, в чарте портала ScrewAttack. Обзоры критиков в целом были положительные. По данным агрегатора Metacritic, средняя оценка версии игры для GameCube составляет 87 баллов из 100 на базе 42 рецензий. По данным GameRankings, Animal Crossing получила оценку 86,25 % на основе 72 отзывов. Она названа седьмой лучшей игрой на GameCube по версии телевизионного шоу X-Play американского телеканала G4. Animal Crossing, на вручении Академией интерактивных искусств и наук получила награды в категориях «Инновации в области индустрии консольных игр», «Выдающиеся Достижения в Игровом Дизайне», «Консольная Ролевая игра года», а также была номинирована в следующих критериях: «Консольная игра года», «Консольная Ролевая игра года», «Игра года», «Инновации в области индустрии консольных игр», «Выдающиеся Достижения в Игровом Дизайне» и «Выдающиеся Достижения в разработке геймплея». Обзоры западных, англоязычных критиков касались прежде всего западной локализации 2002 года для GameCube.

### Animal Crossing как игровой жанр
Рецензенты отмечали необычность самого игрового процесса Animal Crossing и не могли причислись его к какому либо из существующих игровых жанров или пытались относить к новому типу. Критики выражали удивление отсутствием уровней, линейности, врагов и элементов стресса. С одной стороны игра уникальна в своём роде, с другой — включает элементы, типичные для RPG или приключенческих игр, хотя ни тем и другим Animal Crossing определённо не является.
При этом некоторыми игра сравнивалась с The Sims, называлась её «более мультяшной версией». Также были сравнения с играми SimCity, Gazillionaire, SimsVille, Harvest Moon и даже настольной игрой «Колонизаторы». Animal Crossing называли игрушкой для маленьких детей или по крайне мере оставляющей впечатление таковой, а также доказательством того, что компьютерная игра, лишённая элементов насилия также может быть увлекательной. Вставал вопрос о том, стоит ли вовсе считать Animal Crossing игрой, а не программной игрушкой. Она упоминалась в контексте спора того, что можно называть «игрой» на фоне тенденции насыщения игрового ранка новыми «нетрадиционными» жанрами, ориентированными на более широкую аудиторию, нежели на субкультуру «хардкорных геймеров».
Проводя сравнительные анализы с The Sims, критики или авторы замечали, что оба этих симулятора предлагают бессюжетный игровой процесс, завязанный на постоянном повторении рутинных действий, имитации повседневной жизни и что они также предлагают свободу творческого самовыражения. Данные симуляторы жизни наряду с SimCity можно отнести к типу игр-конструкторов, где требуется создавать, развивать виртуальную среду и добывать ресурсы. Выделялись также и различия: Критик австралийского журнала Gamestm называл Animal Crossing лучшей альтернативой консольной The Sims для GameCube. Критик Official Nintendo Magazine, считал, что игровые процессы этих двух симуляторов значительно различаются: если The Sims мимикрирует под реальность, то Animal Crossing предлагает окунуться в мир с собственными правилами. Джейсон Нуйенс, разработчик игр заметил, что Animal Crossing и The Sims являются характерными примерами восточной и западной философии подходов с игровому дизайну: Если Sims предлагает сложный и мимикрирующий под реальность мир, где игрок стремится контролировать каждый аспект симуляции и не совершать ошибки, то Animal Crossing концентрируется лишь на нескольких ключевых концепциях, и предлагает безопасный и полностью контролируемый «очаровательный и простой» мир. Сама игра будто не воспринимает себя всерьёз, что также типично для восточной философии в геймдизайне.

### Игровой процесс
Необычный по меркам своего времени игровой процесс был признан самой сильной стороной Animal Crossing. Некоторые критики назвали её лучшим, что выпускала Nintendo. По мнению критика UGVM, «разработчики вложили много любви в игру, её однозначно оценят любители мелких деталей». Animal Crossing в целом подходит для того, чтобы в неё играли люди из разных демографических групп, например члены семьи. При этом ряд критиков заметили, что с первого взгляда может показаться, что Animal Crossing ориентирована на детей, а описание игры оставляет впечатление того, что речь идёт о самом глупом, «ужасном» и поверхностном игровом процессе, наполненном однотипными повторяющимися действиями. Тем не менее обозреватели заметили, что настоящее преимущество кроется в его многочисленных нюансах, придающих игровому процессу настоящую глубину и которые можно понять, только по настоящему опробовав игру. Например передаваемое чувство удовольствия от проживания виртуальной жизнью, того, что действия игрока влияют на окружение и развитие городка и он начинает ощущать себя полноценным членом виртуального городского сообщества, ещё больше желая улучшить его. Также это постоянное любопытство от того, что можно обнаружить что-то новое и наличие множества шуток, ориентированных на взрослых.
Критики хвалили игру за её нелинейность и свободу действий. По мнению представителя ONM, абсолютная свобода и отсутствие руководства оставляет почву для экспериментов. Например можно зарабатывать много денег на посадке фруктовых деревьев и продажи фруктов, однако необходимо самому додуматься до этой идеи, «игра не даёт никаких инструкций, в этом кроется вся магия». Игрок может также выбрать для себя разный стиль прохождения: «игнорируя сорняки, можно довести город до состояния джунглей и потратить часы на вычистку, но как и с остальным в игре, вам не обязательно делать это. Это ваша жизнь и вы делаете в ней что хотите. Можно быть никчёмным бездельником без друзей, или стать городской угрозой, задирать жителей и бить их сачком по голове».
Игровой процесс Animal Crossing в целом очень медлителен, требует много временных инвестиций и постоянно совершать повторяющиеся и рутинные действия. Для того, чтобы открыть доступ к большей части контента потребуется один или два месяца. Критики заметили, что такой способ прохождения либо будет не интересен игроку, либо сделает его одержимым. В частности Animal Crossing будет потенциально не интересной для любителей игр с высоким уровнем реализма — Grand Theft Auto, Halo или тех, кто предпочитает жанры соревнований и сражений. Наоборот, Animal Crossing подойдёт тем, кто любит расслабляться и искать медитативный опыт. Критик журнала UGVM сравнивал передаваемую игрой атмосферу с аниме «Мой сосед Тоторо».
Критики похвалили игру за то, что она привязывает игровые часы, смену времён года и события/праздники к реальным. Несколько критиков заметили, что течение времени придаёт Animal Crossing ощущение реальности а её виртуальный мир чувствуется живым. Тем не менее привязка ко времени обнажает самый спорный и опасный аспект игрового процесса — сильное привыкание и вырабатывание зависимости к симулятору. В частности это будет подталкивать игрока на то, чтобы он возвращался в снова и снова для доступа к определённым игровым событиям. Ряд критиков заметили, что это приведёт к тому, что игрок начнёт замещать Animal Crossing свою реальную жизнь. Выключенная приставка и от того страх упустить что-то, начнёт вызывать постоянную тревогу и навязчивые мысли, а события, происходящие ночью заставят игрока включать консоль по ночам. Некоторые критики предупредили, что Animal Crossing в буквальном смысле может вызвать одержимость и превратиться в порок, отнимающий жизнь, по крайне мере на несколько месяцев. При этом сама игра намеренно подстёгивает игрока к зависимости, «наказывая» его за долгое отсутствие.

### Графика и обратная связь
Графика и визуальный стиль Animal Crossing получили самые спорные оценки. Главным образом из-за того, что игра изначально разрабатывалась для приставки Nintendo 64 предыдущего поколения. Таким образом графика Animal Crossing выглядит устаревшей на фоне других игр для GameCube. Критики называли её слишком детской, стилизованной, примитивной и одним из важных факторов отпугивающих потенциальных покупателей. Рецензент NGC Magazine заметил, что художественный стиль Animal Crossing типичен для игры от Nintendo: «простая разноцветная графика для маленьких детей с антропоморфными персонажами а ля мир Микки Мауса». Редактор журнала UGVM назвал Animal Crossing графически милой, но не более: «Факт того, что игра является портом N64 даёт о себе знать, она почти не пользуется преимуществами приставки GamеCube». Критик журнала Cube заметил, что учитывая возраст Animal Crossing, она оставляет впечатление «древней игры». По мнению критика журнала GamesTM, графика оставляет жалкое впечатление: её неровные текстуры, низкополигональные объекты и деревья в виде двухмерных спрайтов. Представитель Hyper заметил, что хотя графика в игре простая, но наполнена индивидуальностью.
Несмотря на вышеописанное, многие критики в оправдание качества игры замечали, что плохое впечатление от графики нивелируется инновационным игровым процессом и хорошим музыкальным сопровождением. Например критик журнала UGVM заметил, что игровой процесс и привязка в к реальному времени позволит быстро забыть о визуальных недостатках и тем более, когда «закатное солнце окутывает город рыжими оттенками».
Критики хвалили игру за то, как она максимально извлекает все преимущества обратной связи GameCube с другими устройствами от Nintendo. В частности возможность загружать индивидуальные рисунки созданные на Game Boy Advance, портировать Nes-игры на портативную консоль, загружать предметы и раскрывать секреты, используя eCard reader. А также возможность посещать городки других игроков, переставляя карту памяти GameCube или пересылать другим игрокам пароли для получения определённых предметов.
Однако предметом отрицательной критики стало отсутствие многопользовательского режима. Также отказ от онлайн-режима стал особенно удручающим особенно на фоне того, что посещение других городков сильно ускоряет игровой прогресс, позволяя приобретать вещи, отсутствующие в каталоге игрока. Критик Gamestm назвал это упущенным потенциалом, учитывая, что мультиплеер идеально бы дополнял игровой процесс Animal Crossing. Редактор журнала UGVM указал и прочие недостатки игры, в частности отсутствие поддержки клавиатуры, местами неуклюжий интерфейс, неподвижная камера, слабый искусственный интеллект и длительное время ожидания в путешествии между городками.

### Ретроперспектива
Лидия Манделл с сайта the Observer назвала первую часть Animal Crossing самой жестокой из всей серии и от того не забываемой. Это выражается например в том, что игрок был вынужден идти на принудительные торги с жителями, отдавая ценные предметы или покупая ненужные вещи по завышенной цене. Также проблема была связана с «капризными» жителями деревни, которые могли прямо оскорблять игрового персонажа. Хотя в поздних частях серии их личности стали «добрее», Лидия заметила, что многие игроки, знакомые с первой Animal Crossing, до сих пор игнорируют этих жителей в более новых играх. Также редактор выразила своё разочарование тем, что американская локализация лишилась всех культурных отсылок к Японии, например, «Дня сакуры». Тем не менее, она заметила, что первая часть остаётся лучшей в серии, что касается игрового процесса, завязанного на проведении совместных мероприятий.
Редакция Digital Trends поставила Animal Crossing на третье место в списке лучших игр в одноимённой франшизе, заметив что хотя по состоянию на 2021 год игра в сравнение с её сиквелами покажется примитивной и с пустым игровым процессом, в своё время она считалась невероятно продвинутой. Особенное восхищение вызывала привязка внутриигрового времени к реальному. К тому же первая часть остаётся единственной, где можно поиграть в NES-игры, что сейчас невозможно представить в современных играх серии Animal Crossing.
Дженна Штобер с сайта Polygon, комментируя историю с локализаций Animal Crossing для западного рынка, призналась в том, что в этой истории есть то, что одновременно вызывает у неё ненависть, но и восхищает: тот факт, что в англоязычной версии стремились искоренить всё, что может намекать на японскую культуру из-за преобладающего в то время мнения о том, что её не воспримет американская аудитория. Одновременно локализаторы, по мнению Дженны, провели восхитительную работу по добавлению многочисленного контента в качестве замены, настолько, что даже Nintendo захотела повторно выпустить игру в Японии с данным контентом.

### Научный интерес
Оскар Калинеску, бакалавр Мичиганского Университета утверждал, что Animal Crossing стала одной из первых игр, доказавших что для массового коммерческого успеха можно охватывать куда больше разнообразных жанров без насилия и выходящих за рамки «оси мужских соревнований». Калинеску, взяв интервью у ряда AN-фанатов и блоггеров заметил, что существует целое поколение миллениалов, для которых Animal Crossing в начале 2000-х годов стала их самой первой или по крайне мере одной из самых игр в их жизни.
Айан Богост — академик и дизайнер игр заметил, что Animal Crossing успешно и простым языком объясняет маленьким детям некоторые аспекты взрослой жизни. В частности темы, связанные в инвестициями и долгами. Это выражается в необходимости выплачивать долги Тому Нуку за жилище, ребёнок делает выбор между тем, чтобы дальше тратить деньги или выплачивать ипотеку. После погашения ипотечных выплат Том Нук предлагает расширить жилище, что скорее заинтересует ребёнка на фоне его повышающихся запросов. В итоге ребёнок осознаёт вставшую перед ним дилемму: большее количество материальных благ требует и большего места для них, а значит платить ещё больше налогов за большее пространство.
Игра по мнению Богоста отражает суть потребительского мира и капиталистской системы, заставляя игрока оплачивать долги, достигать материальных благ, продавать и покупать. Одновременно Том Нук, выполняющий роль займодателя и воплощающий образ корпоративной буржуазии, обогащается на игроке, открывает новый магазин, чтобы продавать ещё больше предметов. Тем не менее мир Animal Crossing далеко не реалистичен и сильно упрощён: как Богост заметил, вышеописанное не касается окружающего мира: остальные животные не заинтересованы в материальных благах, не покупают, не расширяют свои жилища.